# Elizabeth Halbauer
Elizabeth „Ellie“ Halbauer (* 10. Juli 1997) ist eine US-amerikanische Tennisspielerin.

## Karriere
Halbauer spielt überwiegend auf der ITF Women’s World Tennis Tour, wo sie bislang sechs Einzel- und einen Doppeltitel gewinnen konnte. Nach ihrem Erfolg 2013 in Hilton Head Island gewann Halbauer 2016 in Villa del Dique ihren zweiten Titel.

## Turniersiege

### Einzel
| Nr. | Datum           | Turnier            | Kategorie   | Belag | Finalgegnerin        | Ergebnis  |
| --- | --------------- | ------------------ | ----------- | ----- | -------------------- | --------- |
| 1.  | 6. Oktober 2013 | Hilton Head Island | ITF $10.000 | Sand  | Alexandra Mueller    | 7:65, 7:5 |
| 2.  | 30. April 2016  | Villa del Dique    | ITF $10.000 | Sand  | Fernanda Brito       | 7:5, 6:2  |
| 3.  | 11. März 2018   | Hammamet           | ITF $15.000 | Sand  | Lucrezia Stefanini   | 6:3, 6:3  |
| 4.  | 29. April 2018  | Antalya            | ITF $15.000 | Sand  | Oana Georgeta Simion | 6:4, 6:2  |
| 5.  | 13. Mai 2018    | Antalya            | ITF $15.000 | Sand  | Mariam Bolkwadse     | 6:3, 6:1  |
| 6.  | 15. Mai 2022    | Sarasota           | ITF W25     | Sand  | Ashlyn Krueger       | 7:5, 6:2  |

### Doppel
| Nr. | Datum         | Turnier  | Kategorie   | Belag | Partnerin        | Finalgegnerinnen                 | Ergebnis |
| --- | ------------- | -------- | ----------- | ----- | ---------------- | -------------------------------- | -------- |
| 1.  | 10. März 2018 | Hammamet | ITF $15.000 | Sand  | Julija Stamatowa | Giogia Marchetti Alice Matteucci | 6:4, 6:3 |